# Andrzej Markowski (lingvist)
Andrzej Jan Markowski (n. 27 noiembrie 1948, Wrocław, Polonia) este un profesor, lingvist și lexicograf polonez.
Cercetător la Universitatea din Varșovia, profesor la Institutul de Limba polonă din cadrul Secției de Polonistică, senator UW, președinte al Consiliului de Limbă polonă, vicepreședinte al Comisiei de Standardizare a denumirilor geografice în afara granițelor Republicii Polone. Membru de prezidiu al Comitetului Lingvistic PAN, membru al Asociației Științifice varșoviene, membru al Colegium Invisibile. 
Interesele sale de cercetare sunt semantica, lexicologia, lexicografia și cultura limbii polone. 
A publicat în acest domeniu peste 40 de cărți: monografii științifice (de ex. Lexicul general diferit de declinările poloneze, Antonimele adjectivale în polona contemporană), dicționare (printre altele „Noul dicționar al polonei corecte” PWN, „Marele dicționar ortografic al limbii polone”, „Marele dicționar de expresii străine și dificile”) cărți popular științifice (de ex. „Polona știută și neștiută”; „Știi polona? Ghicitori lingvistice”, „Cum să vorbești și să scrii corect în polonă”, „Limba polonă. Manualul Profesorului Andrzej Markowski”) și manuale școlare, precum și aproximativ 160 de articole științifice și câteva sute de eseuri populare. A făcut renumită știința despre limbă promovând cultura lingvistică polonă în câteva programe de radio (peste 5000 înregistrări) și programe TV, precum și lecturi, citiri pentru diferite medii (incluzând elevi, învățători, editori, jurnaliști, oameni de afaceri).
În anul 2010 a fost distins cu premiul Microfonul de aur onorific la radio pentru extraordinarele realizări în promovarea polonei frumoase pe toate posturile de radio poloneze. Autorul multor dictări în concursul polonez „Dictare“ și în numeroase concursuri regionale. În anul 2011 a sărbătorit o muncă științifico-didactică de 40 de ani la UW. Coordonatorul curriculumului „Amintiți-vă de grădini...”
1. ↑  Autoritatea BnF, accesat în 26 martie 2017
2. ↑  Autoritatea BnF, accesat în 10 octombrie 2015